# Puyehue (vulcan)

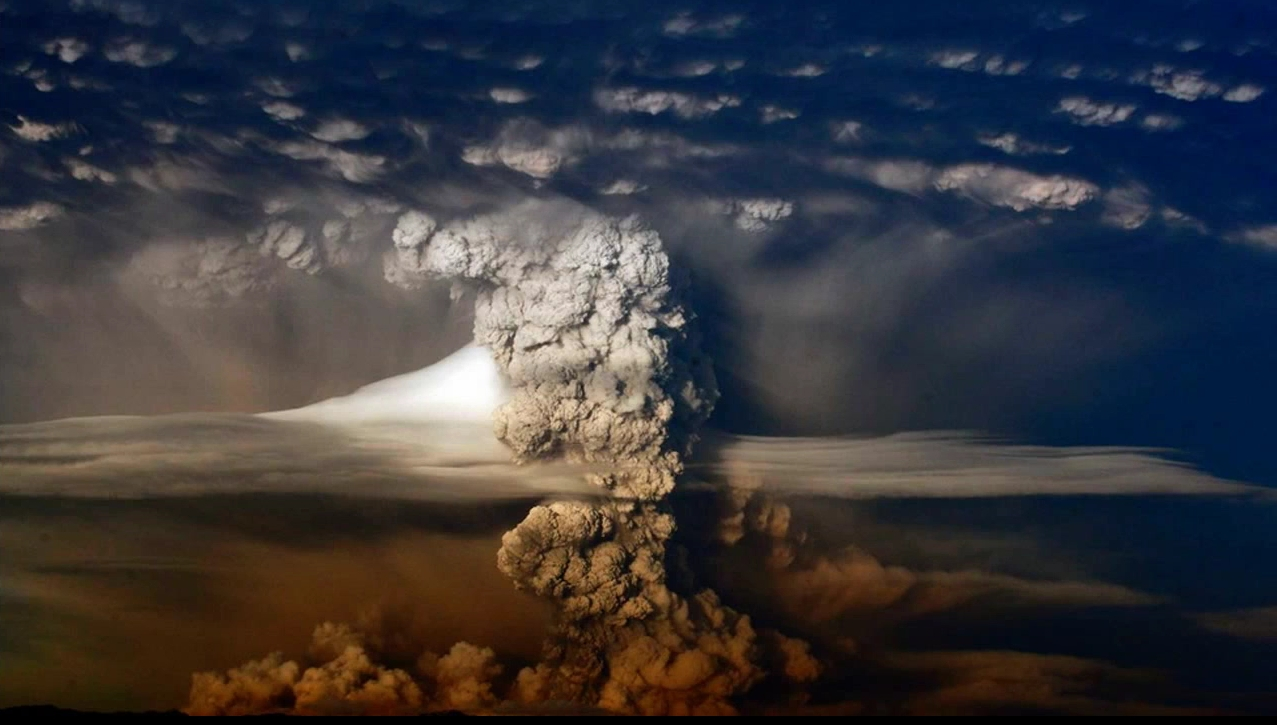
Erupția de la 9 iunie 2011

Puyehue este un stratovulcan cu altitudinea de 2236 m deasupra n.m. situat în Munții Anzi din sudul statului Chile. El se află amplasat în Región de Los Ríos,  Parcul Național Puyehue, la 20 km est de lacul Puyehue. Din punct de vedere vulcanologic Puyehue este un complex vulcanic numit "Puyehue-Cordón Caulle" care este constituit din mai mulți vulcani separați: 
- Puyehue, cu o calderă  2,5 km
- Cordón Caulle cu cratere sub formă de crăpături
- Carrán-Los Venados-Gruppe cu 70 de cratere și câteva lacuri vulcanice
- Centrul erupțiilor avea loc frecvent la craterul Puyehue.

## Activitate
Ultima erupție a vulcanului a început la  4 iunie 2011, ca măsuri de securitate au fost evacuate din regiune 3500 de persoane. Norul de cenușă vulcanică  a atins ca. 10 km înălțime. La data de 5 iunie au urmat o serie de erupții intense, urmate de expulzarea unei cantități de cenușă și de formarea unor crăpături a scoarței terestre, ce ating lungimi de câțiva kilometri. Cenușa vulcanică ajunge până la orașul turistic  Bariloche din Argentina, care se află la câteva sute de kilometri est de vulcan. Crescătorii de animale din pampas au probleme cu păscutul animalelor, deoarece sunt regiuni unde pășunile sunt acoperite cu un strat de 50 cm de cenușă. Din cauza erupției sunt conturbate căile aeriene spre Buenos Aires și Montevideo, pe la milocul lunii iunie au fost sistate zborurile din Australia și Noua Zeelandă.